# Parasmittina vacuramosa
Parasmittina vacuramosa är en mossdjursart som beskrevs av Lu, Nie och Zhong in Lu 1991. Parasmittina vacuramosa ingår i släktet Parasmittina och familjen Smittinidae. Inga underarter finns listade i Catalogue of Life.